# سلطان معتصم
سلطان معتصم، پسر سلطان زین العابدین و از شاهزادگان آل مظفر بود. 

## زندگی‌نامه
چون تیمور  در سال ۷۹۵ هجری فرمان به قتل عام شاهزادگان مظفری در شهر قمشه داد، سلطان زین العابدین و سلطان شبلی را که نابینا بودند، از آن فرمان معاف داشت و به سمرقند منتقل ساخت و آن دو شاهزاده تا آخر عمر در آن دیار در حمایت تیمور زیستند. در آن انتقال، سلطان معتصم پسر سلطان زین العابدین گریخت یا او را گریزاندند. پس از مرگ تیمور، سلطان معتصم سربرآورد و ائمه و وجوه عراق و فارس از پیدا شدن یادگار سلاطین مظفری شادیها کردند خاصه که سلطان معتصم از سوی مادر، شاهزاده ایلکانی هم بود و مردمان عراق و آذربایجان بدان خاندان مهر داشتند. سلطان معتصم در ۸۱۲ هجری، اصفهان را گشود.اسکندر پسر عمرشیخ تیموری به دفع او برخاست. در حوالی آتشگاه اصفهان سپاهیان سلطان معتصم و میرزا اسکندر به هم رسیدند. لشکر سلطان معتصم شکست یافت و خود او به شهر اصفهان فرار کرد. در نزدیکی اصفهان درحالی که اسب از جوی بجهانید، چون مرد گرانی بود خود را نتوانست در پشت زین نگاه دارد از عقب بزمین افتاد، جماعتی که در تعقیب او بودند به او رسیده سر او را بریدند و به این نحو روزگار سلاطین ایرانی نژاد آل مظفر که قریب یک قرن در ممالک فارس و کرمان و یزد و عراق به کامرانی و سلطنت و عزت گذرانیدند، منقضی گردید.